# Cypa decolor
Cypa decolor là một loài bướm đêm thuộc họ Sphingidae. Nó được tìm thấy ở đông bắc Ấn Độ, Nepal, Myanma, tây nam Trung Quốc, Thái Lan, Việt Nam, Malaysia (Sarawak) và Indonesia (Sumatra, Borneo, Kalimantan, Papua New Guinea).
Sải cánh dài 50–82 mm. The males tend to be more variegated than đối với con cái. Nó gần giống loài Cypa terranea but is greener brown above.

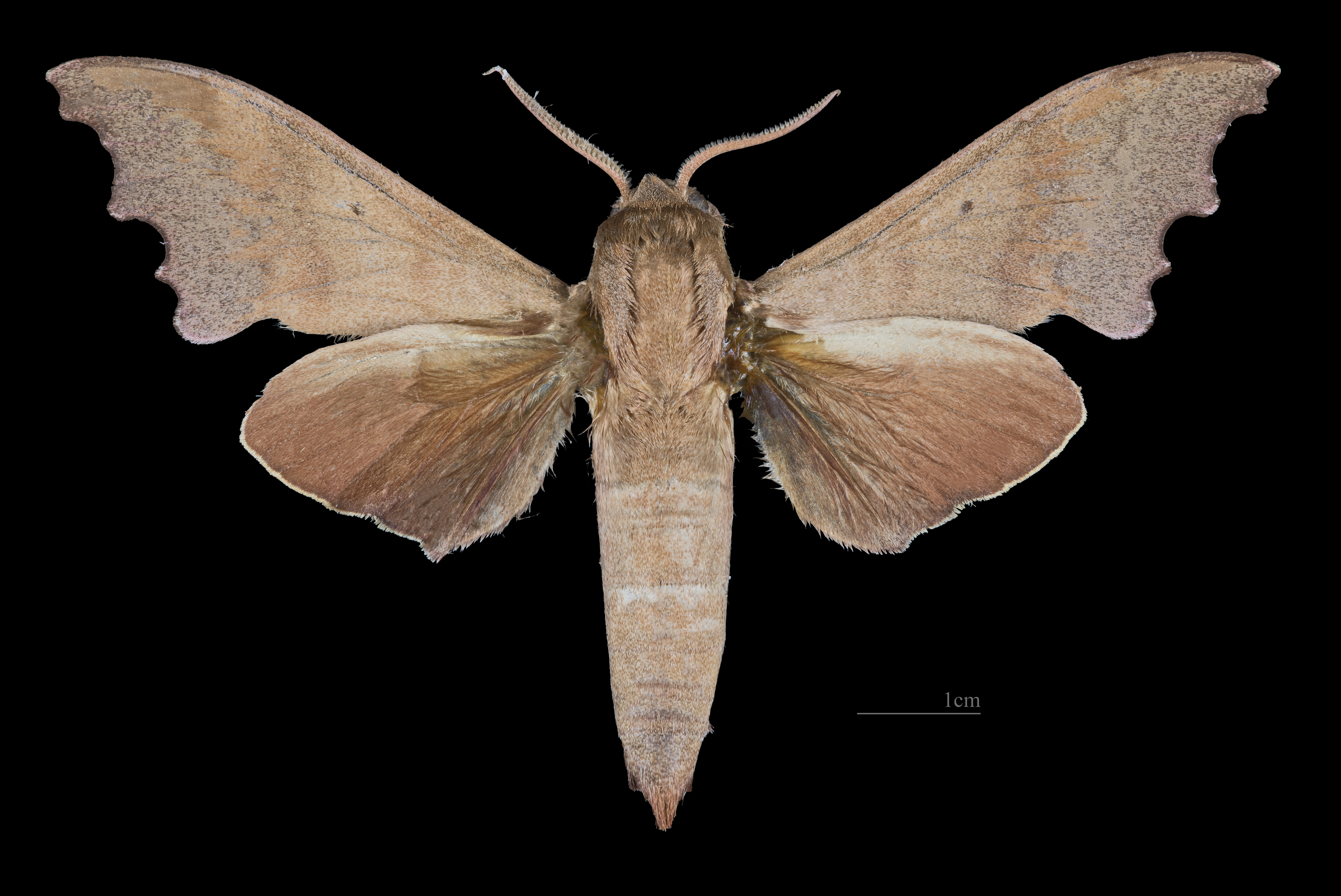
Cypa decolor ♂
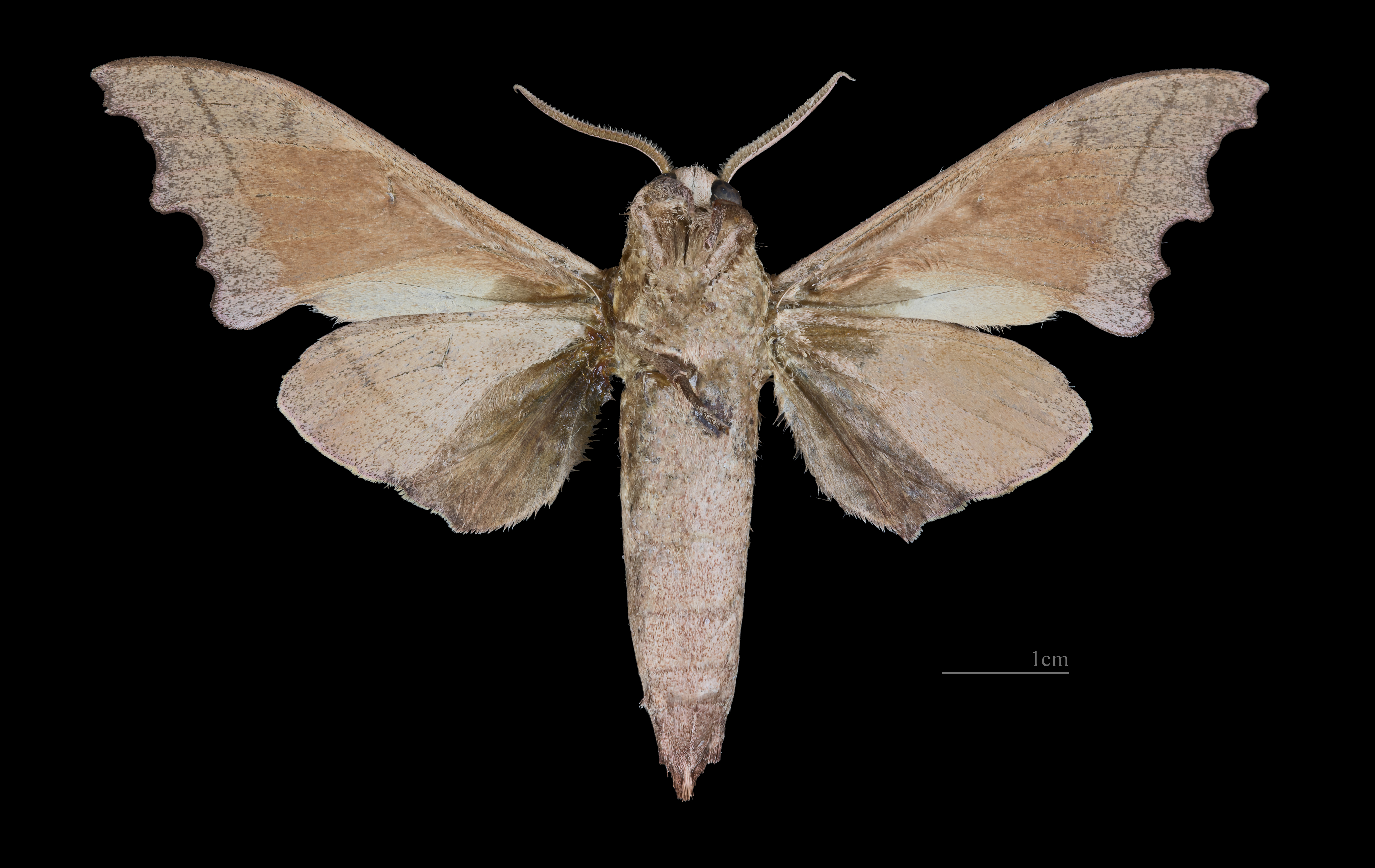
Cypa decolor ♂ △
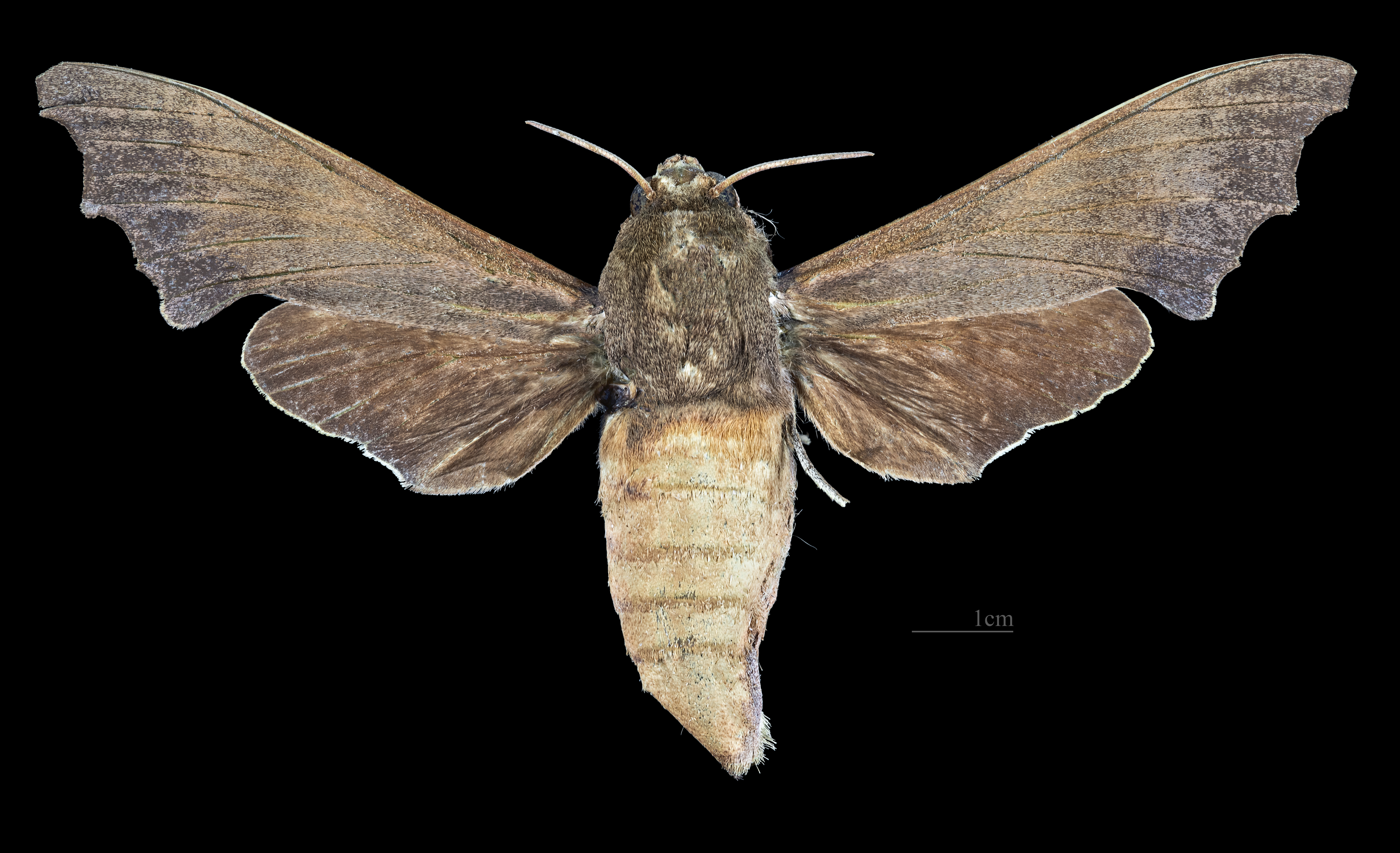
Cypa decolor ♀
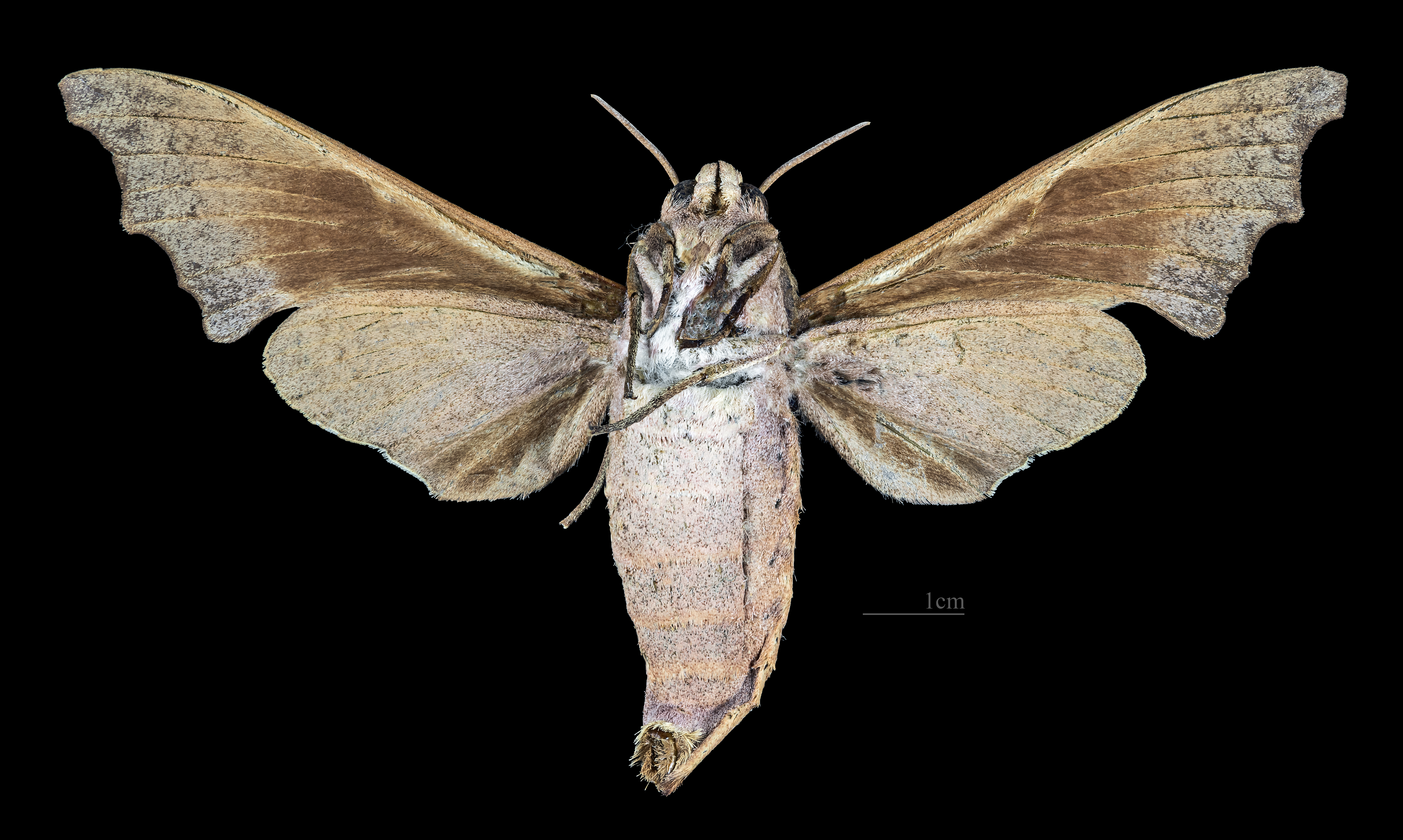
Cypa decolor ♀ △

Ấu trùng ăn các loài Quercus và Castanopsis.

## Phụ loài
- Cypa decolor decolor (đông bắc Ấn Độ, Nepal, Myanmar, tây nam Trung Quốc, Thái Lan, Việt Nam, Malaysia (Sarawak) và Indonesia (Sumatra, Borneo, Kalimantan))
- Cypa decolor euroa Rothschild & Jordan, 1903 (Papua New Guinea)